# Stephanie Gil
Stephanie Gil (Madrid, novembre del 2005) és una actriu espanyola de televisió, cinema i teatre. Quan tan sols tenia 14 anys, l'agost de 2020, es va estrenar, amb ella com a protagonista, la pel·lícula internacional Fátima dirigida per Marco Pontecorvo.
És coneguda per la seva interpretació de Laura en el llargmetratge El mejor verano de mi vida, dirigit per Dani de la Orden, El 13 de setembre de 2019 es va estrenar Sordo, dirigida per Alfonso Cortés-Cavanillas, en què va interpretar Carmen. A més, va participar en projectes internacionals com Terminator: Dark Fate i a la sèrie de la BBC, The Salisbury Poisonings.

## Filmografia
| Cinema i televisió | Cinema i televisió         | Cinema i televisió | Cinema i televisió |
| Any                | Títol                      | Personatge         |                    |
| ------------------ | -------------------------- | ------------------ | ------------------ |
| 2016-2018          | Centro médico              | Marta / Julia Abad |                    |
| 2017               | El ministerio del tiempo   | Amelia niña        |                    |
| 2017               | Still Star-Crossed         | Urchin             |                    |
| 2018               | El mejor verano de mi vida | Laura              |                    |
| 2019               | Sordo                      | Carmen             |                    |
| 2019               | Terminator: Dark Fate      | Grace (joven)      |                    |
| 2020               | Fátima                     | Lucia              |                    |